# Vincino
Vincino, nom de naissance Vincenzo Gallo (né à Palerme le 30 mai 1946 et mort à Rome le 21 août 2018), est un dessinateur et journaliste italien.

## Biographie
Vincino est né à Palerme le 30 mai 1946 et est diplômé en architecture. En 1968, il approche Lotta Continua et les mouvements de protestation des étudiants et, en 1969, il collabore à Palerme avec le quotidien L'Ora. En 1972, il s'installe à Rome pour travailler au journal Lotta Continua, où il reste jusqu'en 1978, année où il fonde et dirige L'aventurista, encart satirique du journal, et il participe à la naissance de la revue satirique Il Male, qu'il dirige jusqu'en 1982. Entre 1984 et 1985, il dirige le journal satirique Ottovolante et, toujours dans les années 1980, il collabore au  Il Clandestino, supplément satirique de l'Espresso, avec Tango, insert de l'Unità, et avec Linus. En 1987, il commence à travailler pour le Corriere della Sera et en 1988 avec Cuore. En 1988, il réédite Il Clandestino avec les journalistes Vauro Senesi, Riccardo Mannelli (it) et Sergio Saviane (it) ; de nouveau avec Vauro le 1er octobre 2011, il refonde un mensuel indépendant nommé Il Nuovo Male publié par Vincenzo Sparagna. Le 7 octobre, Vauro et Vincino lancent sous forme hebdomadaire Il Male di Vauro e Vincino, qui ferme en 2013. Il a également collaboré entre autres à Radio Radicale et Vanity Fair.
Vincino collaborait à Il Foglio qui a publié ses dernières vignettes. Il est mort à Rome le 21 août 2018 à l'âge de 72 ans des suites d'une longue maladie.